# Veruschka
Vera Gräfin von Lehndorff-Steinort, o Condesa Vera Gottliebe Anna von Lehndorff o Veruschka von Lehndorff, nacida el 14 de mayo de 1939 en Königsberg, en la Prusia Oriental (actualmente Kaliningrado) es una modelo, actriz y artista alemana que fue muy popular en los años sesenta. Se la conoce por Veruschka, su nombre artístico. Está en la lista de World's greatest supermodel y estuvo en la portada de las revistas más importantes de moda del mundo. 
Uno de sus trabajos que propulsó su salto a la fama fue una aparición en la película de culto Blow Up, de Michelangelo Antonioni, en 1966.

## Primeros años
Veruschka nació el 14 de mayo de 1939 en Königsberg, en la Prusia Oriental, con el nombre de Vera Gottliebe Anna Gräfin von Lehndorff-Steinort. 
Se crio en Steinort, un schloss en la Prusia Oriental que había pertenecido a su familia durante siglos. 
Su madre, nacida en 1913, fue la Condesa Gottliebe von Kalnein. Su padre fue un conde alemán y oficial oficial de reserva del Ejército, y se afirma que tras presenciar la agresión y el asesinato de unos niños judíos se convirtió en una figura clave en la resistencia alemana.
Cuando Veruschka tenía cinco años, su padre fue ejecutado, acusado de intentar asesinar a Adolf Hitler en el atentado del 20 de julio de 1944. Tras su muerte, los demás miembros de la familia pasaron el resto de sus vidas en campos de concentración de la Segunda Guerra Mundial. Acabada la guerra, la familia se vio sin hogar.
A lo largo de su  infancia, Veruschka asistió a trece escuelas diferentes. Tiene tres hermanas. La mayor, Marie Eleanore “Nona”, nació en 1937 y se casó con Jan van Haeften y Wolf-Siegfried Wagner (nacido en 1943), hijo de Wieland Wagner y bisnieto del compositor Richard Wagner. Gabriele, nacida en 1942, se casó con Armin, Edler Herr y Freiherr von Plotho. Katharina, la más pequeña, nacida en 1944, se casó con Henrik Kappelhoff-Wulff.

## Salto a la fama
Veruschka estudió arte en Hamburgo y posteriormente se mudó a Florencia, donde el fotógrafo italiano Ugo Muglas la descubrió cuando Veruschka tenía 20 años. A partir de entonces, se convirtió en modelo a tiempo completo. 
En París conoció a Eileen Ford, director de la famosa Ford Modeling Agency. 
En 1961 trasladó su residencia a Nueva York, donde trabajó para la Stewart Modeling Agency y vivió una época de reinado en el sector al ser la chica con más portadas expuestas en las paredes de la agencia. Sin embargo, no tardó en volver a afincarse en Múnich. 
Su aparición en 1966 en la película de culto Blow Up, dirigida por Michelangelo Antonioni, también supuso un gran impulso en su carrera como celebridad.
Estuvo en la portada de las revistas más importantes como Vogue, Life, Journal, Queen, Harpers o Flair.
Veruschka fue musa inspiradora de los fotógrafos más prestigiosos de su época, como Richard Avedon, Bert Stein, David Bayley, Steven Meisel, Francesco Scavullo, Franco Rubartelli y Peter Beard, quien la llevó a Kenia y para grandes diseñadores como Tom Ford o Michael Kors, Dolce & Gabbana o Ailanto.
Veruschka además fue musa inspiradora de Salvador Dalí y del escultor Holger Trülzsch quien en la década de los 70 le pintaba el cuerpo
para sacarle fotos. Eso la convirtió en una pionera del Body painting. Llegó a cobrar hasta 10.000 dólares al día. 
Trabajó para las casas más importantes de moda incluyendo YSL. Desde 1990 trabajó para Helmut Lang y Paco Rabanne. 
En 1975 abandonó su carrera en la industria de la moda a causa de ciertas discrepancias con Grace Mirabella, recién nombrada directora de la revista Vogue. En una entrevista en 1999 Veruschka habló al respecto de esas discrepancias con Grace Mirabella que la alejaron del mundo de la moda en los años setenta: “Quería que fuera burguesa, y yo no quería serlo. Tras lo que ocurrió, dejé de ser modelo un buen tiempo.”
Veruschka fue invitada como modelo al Festival de la Moda de Melbourne en el año 2000. En octubre de 2010, con 71 años, hizo de modelo durante la semana de la moda de Londres para la colección de otoño de Giles Deacon.
Veruschka es vocalista en numerosas canciones del álbum Mimikry (2010) de la formación musical ANBB, una colaboración con los músicos alemanes Blixa Bargeld y Alva Noto. Además, la portada del álbum es una de las fotografías más reconocidas de Veruschka.
En 2005 Bernd Böhm y Paul Morrissey filmaron Veruschka: Una vida para las cámaras sobre su trabajo.

## Filmografía
- Blow Up (1966)
- Veruschka: Poetry of a Woman (1971)
- Salomé (1972)
- Cattivi pensieri (1976)
- Couleur chair (1978)
- Milo-Milo (1979)
- Bizarre Styles (1981)
- Dorian Gray im Spiegel der Boulevardpresse (1984)
- Vom Zusehen beim Sterben (1985)
- The Bride (1985)
- Orchestre rouge, L (1989)
- Fame, Fashion and Photography: The Real Blow Up (2002)
- Veruschka – Die Inszenierung (m)eines Körpers (2005)
- Casino Royale (2006)